# Cratere Gob
Gob è un cratere sulla superficie di Umbriel.